# Пандемия гриппа (1889–1890)
Эпидемия гриппа 1889—1890 годов, также известная как «азиатский грипп» или «русский грипп» — тяжёлая эпидемия гриппа, унёсшая жизни около миллиона человек по всему миру, последняя масштабная эпидемия XIX века.
Основные события пандемии прошли с октября 1889 года по декабрь 1890 года с повторными вспышками в марте — июне 1891 года, ноябре 1891 года — июне 1892 года, зимой 1893—1894 годов, в начале 1895 года.
По оценкам исследователей, избыточная  смертность от русского гриппа в Российской империи за период 1889-1890 гг. могла составить от 60 тыс. до 90 тыс. человек, при летальности от вируса, чуть более 0,2%
Патоген, вызвавший эпидемию, неизвестен. С 1950-х годов существует гипотеза, что это был вирус гриппа A подтипа H2N2, подтверждённая сероархеологическим исследованием 1999 года, идентифицировавшим его как штамм гриппа A подтипа H3N8. Впрочем, по мнению авторов геномного вирусологического исследования 2005 года, «заманчиво было бы предположить», что патогеном был коронавирус человека OC43.

## Вспышка и распространение
Распространению гриппа 1889 года способствовала транспортная инфраструктура. В 19 крупнейших странах Европы, включая Российскую империю, было проложено 202 887 км железных дорог, а трансатлантическое путешествие на корабле занимало менее шести дней (что незначительно отличается от текущего времени перелёта, взятого в сравнении со скоростью распространения пандемии). эпидемия 1889—1890 годов стала первой мировой, а не только евразийской, эпидемией.
Считается, что первая вспышка гриппа произошла в Бухаре в мае 1889 года, при этом в некоторых местностях от него умерло до двух третей населения. Последние исследования доказывают, что в Бухаре с мая по август 1889 г. была эпидемия не гриппа, а малярии. Предположительно, это была тропическая малярия, которая была вызвана P. Falciparum. Первая вспышка русского гриппа  произошла в Западной Сибири, предположительно в Томской губернии.   
| Бухарская эпидемия | Русский грипп |
| Инкубационный период | |
| 1-2 недели | 1-3 дня |
| Симптомы | |
| Высокая температура тела; упадок сил; снижение температуры тела заканчивалось обильным потоотделением, при высокой температуре пота не было; увеличение после болезни селезенки и печени, анемия. Отсутствие кашля и осложнений на дыхательную систему | Высокая температура тела, упадок сил, в течение болезни больной либо потел, либо пот отсутствовал; кашель; осложнения болезни заканчивались бронхитом и пневмонией. |
| Летальность | |
| 5 % и более | 0,2% |

До первой вспышки русского гриппа в Томской губернии наблюдалась эпизоотия пневмонии крупного рогатого скота. Ежегодно с июня по ноябрь в Томск привозили на убой до 13 тыс. голов скота, в основном из Кулундинских степей, Барнаульского округа и Семипалатинской области. Осенью 1889 года в Томске среди крупного рогатого скота была зарегистрирована пневмония. Но, несмотря на вспышку заболевания, скот не был изолирован и свободно перемещался по улицам города. Цены на мясо упали до 1 рубля за пуд. Из-за возникшей болезни жители города либо забивали скот, либо продавали его очень дешево (корова стоила от 5 до 8 рублей). Жители Сибири надеялись, что с понижением температуры эпизоотия пойдет на убыль. Газеты писали: "Сибиряки покорно ждали наступления холодов, с появлением которых, однако, эпизоотия еще более усилилась, да вдобавок к ней пришла и несносная инфлюэнца". Заметки о связи гриппа с болезнями животных были найдены в газете "Врач" 1889 г.: "...связь гриппа с эпизоотиями на лошадях, собаках и кошках несомненна; эти эпизоотии имеют много общего с гриппом...". Эти данные свидетельствуют в пользу версии о том, что "русский грипп" 1889 г. мог быть вызван коронавирусом, передававшимся от крупного рогатого скота к человеку
     

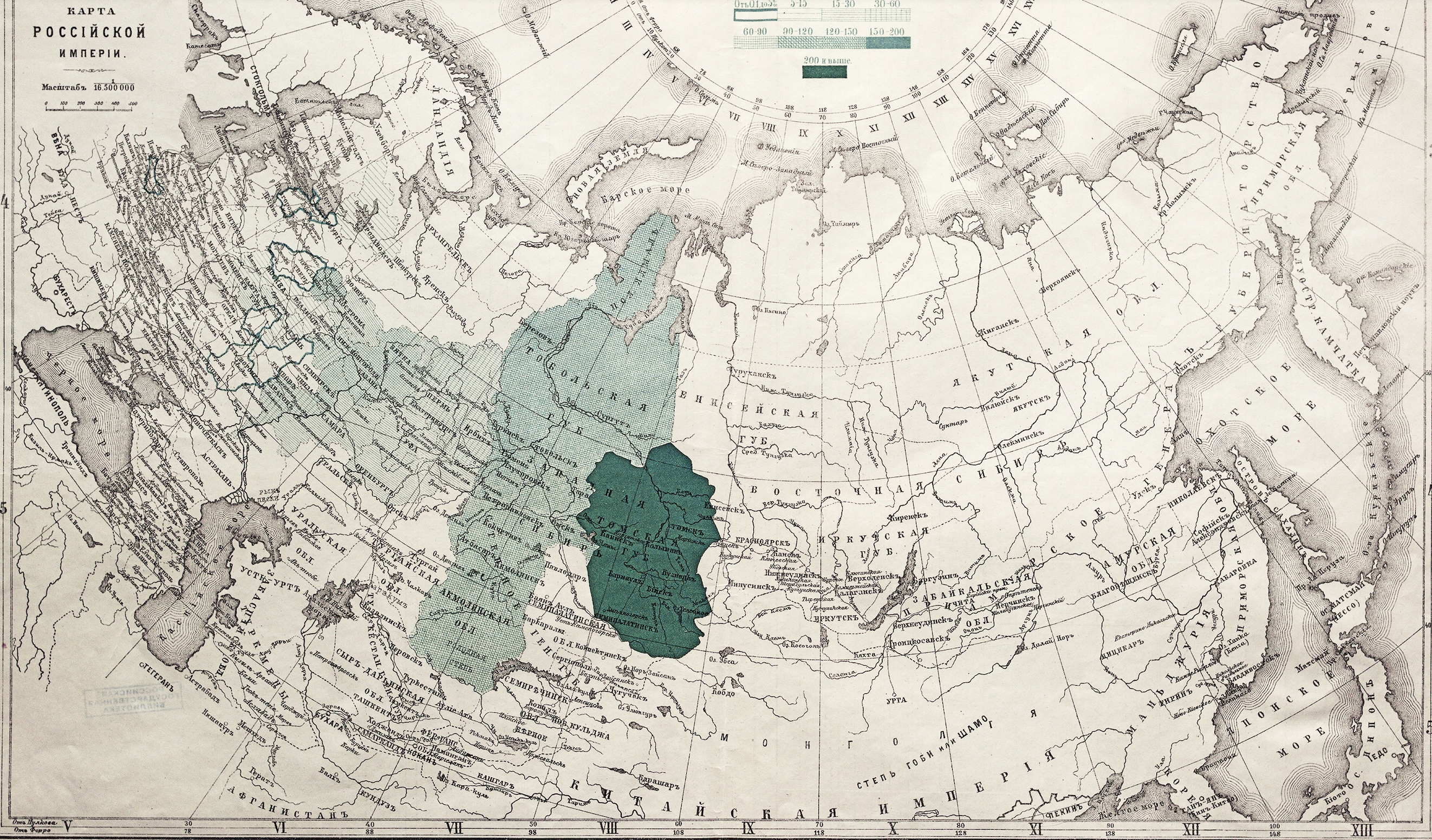
Ryazantsev, C.V., Smirnov, A.V. (2023) The Pandemic of the “Russian Flu” of 1889–1890: Occurrence, Spread, Demographic Losses. Sibirskie Istoricheskie Issledovaniia – Siberian Historical Research. 2. pp. 27–54 (In Russian). doi: 10.17223/2312461X/40/2

По Транскаспийской железной дороге грипп добрался до Самарканда к августу, а в Томск — в 3200 километрах — к октябрю. Транссибирская магистраль ещё не была построена, потому распространение в восточном направлении было медленным, но эпидемия достигла самой западной станции Закаспия, Красноводска (ныне Туркменбаши), а оттуда — волжских торговых путей, по которым грипп к ноябрю дошёл до Санкт-Петербурга (где им заразились 180 тысяч жителей из менее чем миллиона проживавших там) и Москвы. К середине ноября грипп пришёл в Киев, в следующем месяце — в район озера Байкал, к концу года распространившись по остальной Сибири, а также на Сахалине. 

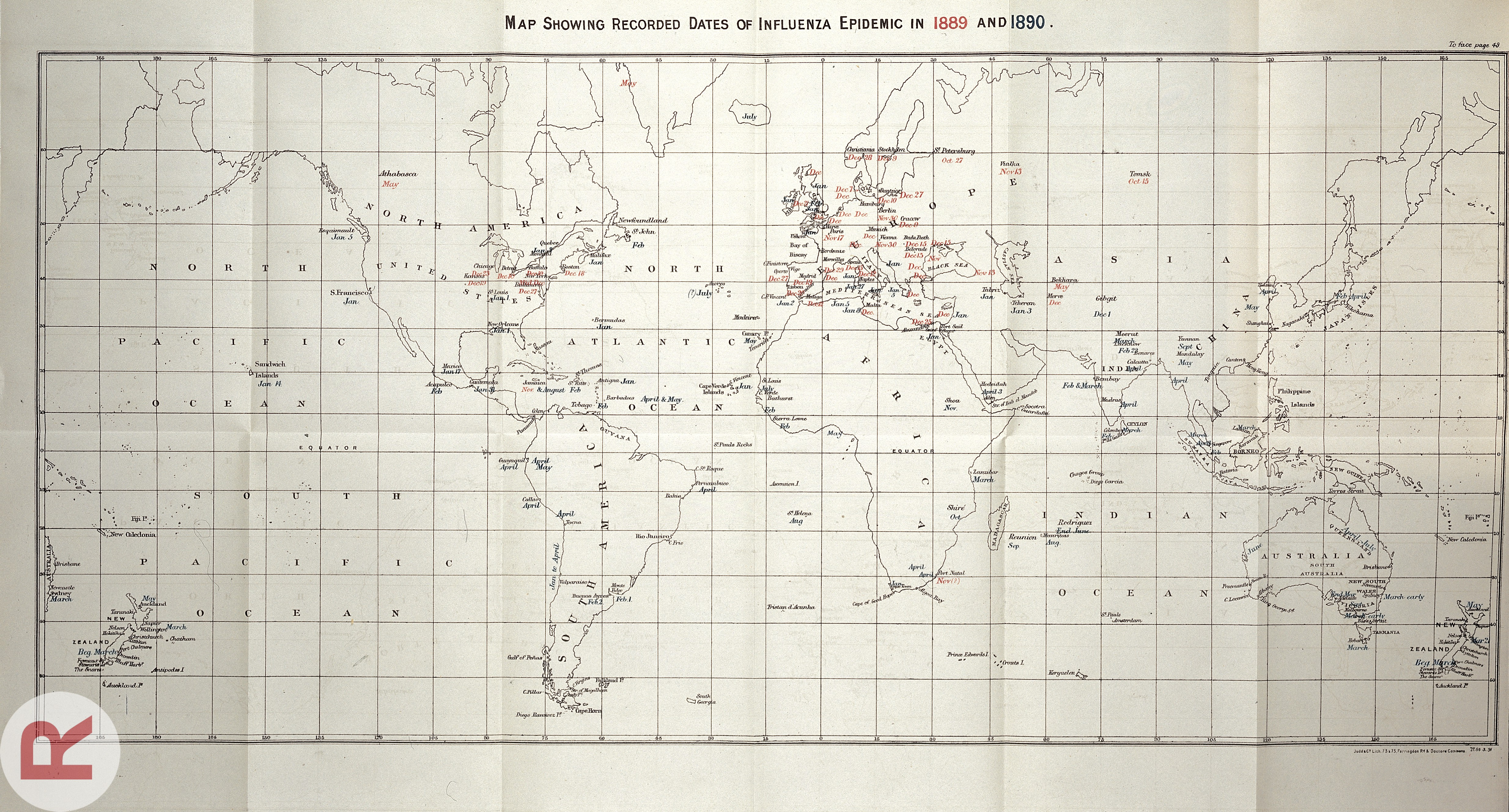
Динамика распространения. Красным отмечены даты 1889 года, синим — 1890-го

Из Санкт-Петербурга грипп распространился на судах через Балтийское море в Ваксхольм к началу ноября 1889 года, а затем в Стокгольм и остальную Швецию, заразив 60 % населения в течение восьми недель. После этого настала очередь сначала Норвегии, а вскоре и Дании. Эпидемия в Германии началась в Познани в декабре, уже 12 декабря в Берлине и Шпандау было объявлено о заболевании 600 рабочих, при этом распространение в городе достигло 150 тысяч в течение нескольких дней и, в конечном итоге, половины из 1,5 миллионов жителей. Примерно в то же время грипп появился и в Вене. К 17 декабря грипп уже был в Риме и Париже, к концу декабря распространился на Гренобль, Тулон, Тулузу, Лион и Аяччо. В то же время была заражена и Испания, где только в Мадриде ежедневно умирало до 300 человек. В то же время грипп появился в Лондоне, откуда затем быстро распространился на Бирмингем, Глазго, Эдинбург и Дублин.
Первый случай заболевания в Америке был зарегистрирован 18 декабря 1889 года. После этого грипп быстро распространился по Восточному побережью и за несколько дней достиг Чикаго и Канзаса. Сан-Франциско и другие города также оказались подвержены эпидемии до конца декабря, общее число умерших в США составило около 13 000 человек. Из США грипп распространился на юг в Мексику и продолжил движение, достигнув Буэнос-Айреса ко 2 февраля.
Порт Натал в Южной Африке оказался заражён в ноябре 1889 года, Индия получила грипп в феврале 1890 года, а Сингапур и Индонезия — к марту. За ними последовали Япония, Австралия и Новая Зеландия в апреле, затем Китай в мае, после чего грипп вернулся к своей исходной точке в Центральной Азии.
За четыре месяца эпидемия охватила Северное полушарие. Пик смертности в Санкт-Петербурге пришёлся на 1 декабря 1889 года, а в США — на неделю с 12 по 18 января 1890 года. Среднее время между первым зарегистрированным случаем и пиком смертности составляло пять недель. На Мальте азиатский грипп распространился в период с января 1889 года по март 1890 года, уровень смертности составил 4 % (39 смертей), при повторной вспышке в январе—мае 1892 года погибло 66 человек (летальность 3,3 %). В самом начале распространения возникали споры о его заразности, но скорость распространения быстро разрешила вопрос.

## Реакция

### Лечение
Способы лечения гриппа отсутствовали, поэтому использовались хинин и феназон, а также небольшие дозы стрихнина и большие — виски и бренди, а в качестве более дешёвых лекарств применялись льняное семя, солёная и тёплая вода и глицерин. Многие занимались голоданием, чтобы «уморить» высокую температуру, надеясь, что тело не будет производить столько тепла при меньшем количестве пищи; это был плохой медицинский совет. Многие врачи всё ещё верили в теорию миазмов и игнорировали возможность инфекционного распространения болезни. Так, профессора Венского университета Герман Нотнагель и Отто Калер утверждали, что болезнь не заразна.

### Здравоохранение
В результате эпидемии на Мальте грипп впервые оказался болезнью, подлежащей обязательной регистрации.

## Определение вируса

### Вирус гриппа
В течение многих лет исследователи пытались определить подтипы гриппа А, ответственные за эпидемии 1889—1890, 1898—1900 и 1918 годов. Первоначально эта работа была основана главным образом на «сероархеологии» — обнаружении антител к гриппозной инфекции в сыворотках пожилых людей — и считалось, что эпидемия 1889—1890 годов была вызвана гриппом A подтипа H2, эпидемия 1898—1900 годов подтипом H3, а эпидемия 1918 года — подтипом H1. После подтверждения H1N1 как причины пандемии гриппа 1918 года в результате выявления антител H1N1 в эксгумированных трупах повторный анализ сероархеологических данных показал, что подтип H3 гриппа A (возможно, подтип H3N8) является наиболее вероятной причиной пандемии 1889—1890 годов.

### Коронавирус
После эпидемии атипичной пневмонии SARS вирусологи занялись секвенированием генома коронавирусов человека и животных, а сравнение двух штаммов вируса вида Betacoronavirus 1: коронавируса крупного рогатого скота и коронавируса человека OC43, показало, что у них был ближайший общий предок в конце XIX века, при этом несколько методов датируют разделение примерно 1890 годом, что заставило исследователей предположить, что попадание первого штамма в человеческое население вызвало эту пандемию. В случае правильности предположения, OC43 продемонстрировал существенное и сравнительно быстрое ослабление патогенности. эпидемия Ковида-19 прошла по той же траектории, проэволюционировав в ещё один вирус простуды.

## Патология

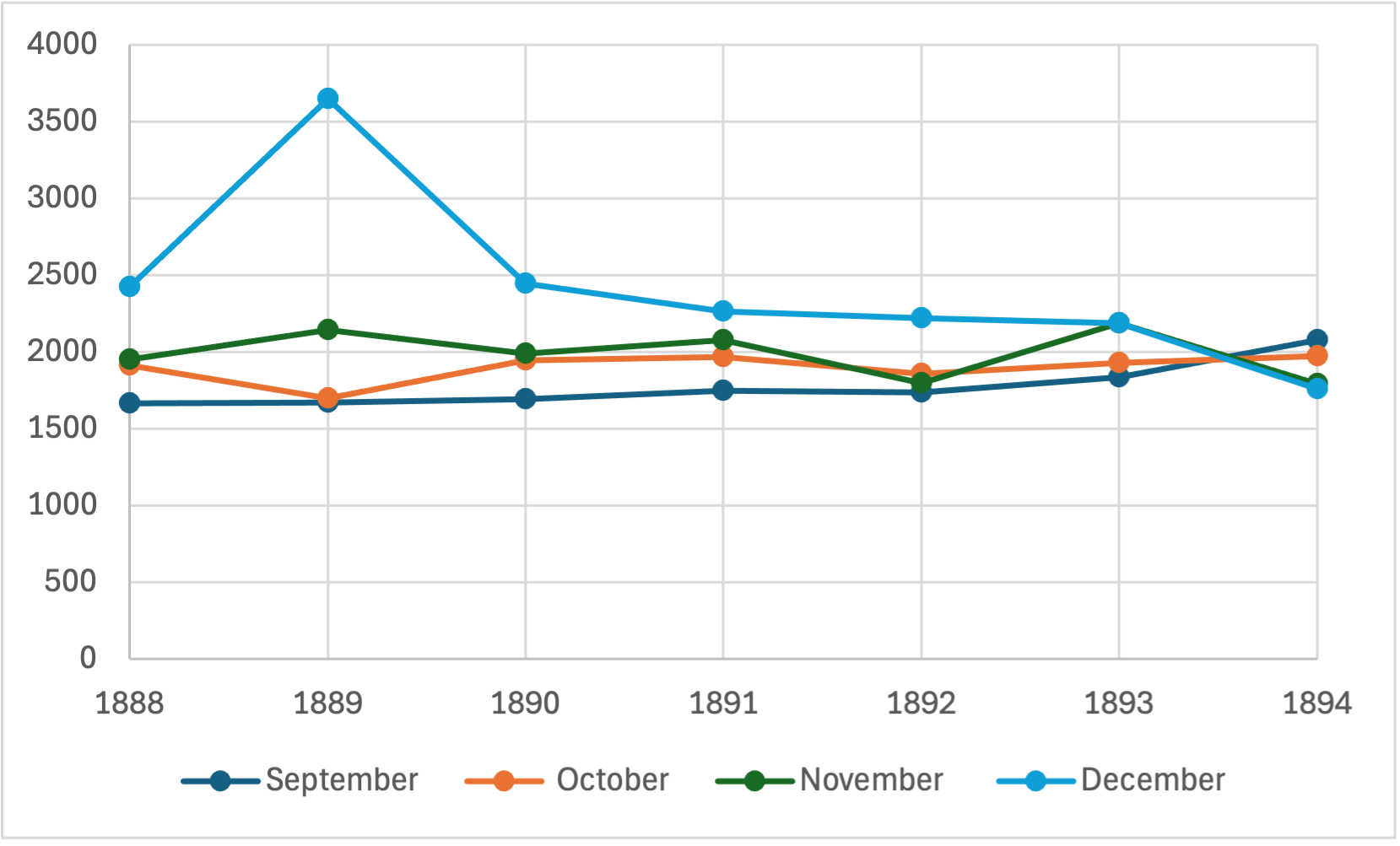
Ежемесячное число умерших в Лифляндской губернии в 1888–1894 гг.

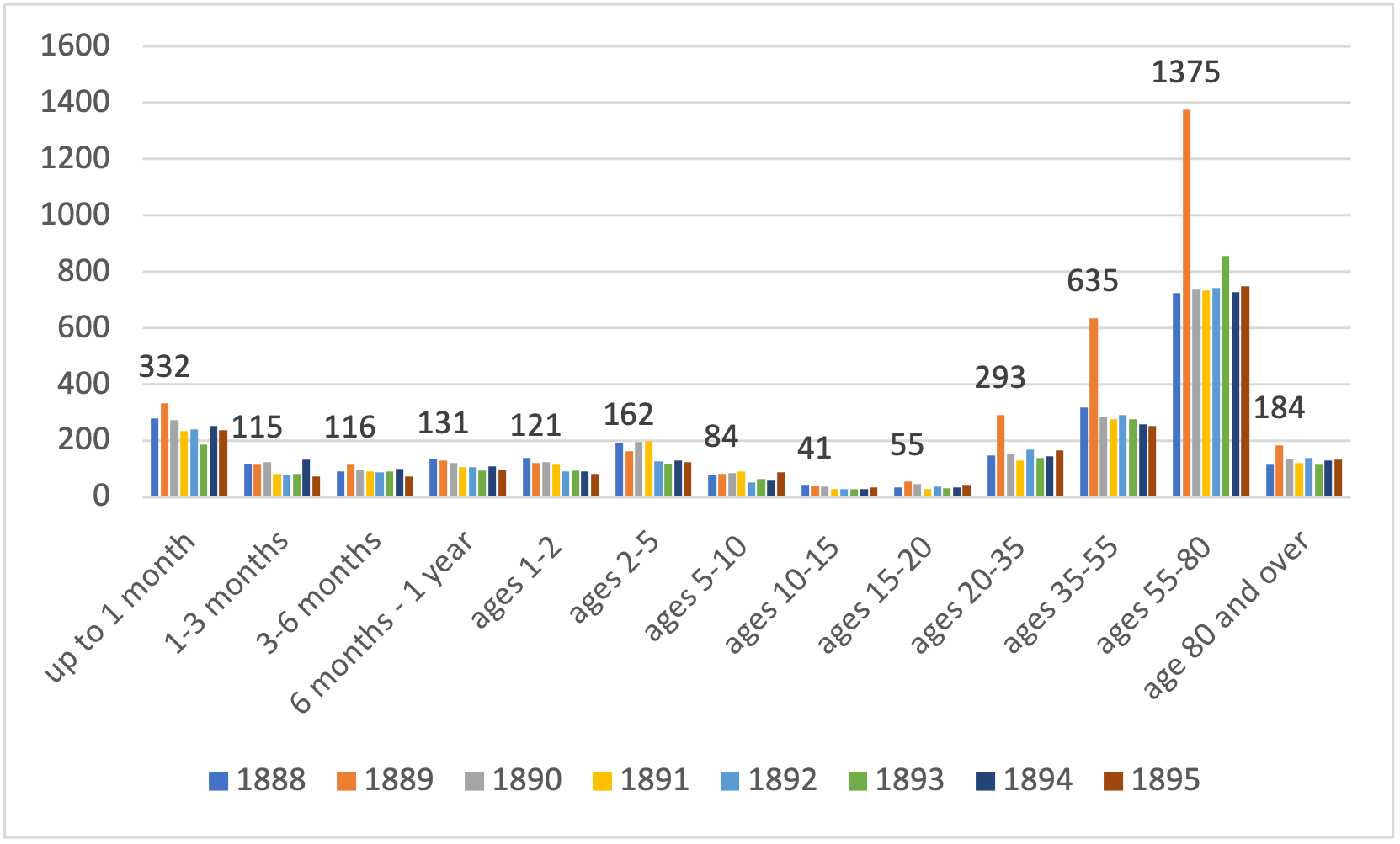
Число умерших различных возрастных групп в декабре в Лифляндской губернии с 1888 по 1895 г.

Молодёжь, старики и люди с сопутствующими заболеваниями подвергались наибольшему риску и обычно умирали от пневмонии или сердечного приступа, вызванного физической нагрузкой. Наиболее удовлетворительные статистические данные в Российской империи наблюдались в Лифляндской губернии. В конце ноября 1889 г. в газете «Рижский вестник» сообщалось: «Инфлуэнция посетила и Ригу — это не подлежит никакому сомнению. Заболеваний довольно много, в особенности там, где скоплено много людей. Между прочим, болезнь появилась в унтер-офицерском батальоне... К счастью, течение болезни довольно легкое, но она неприятна тем, что отвлекает больных от занятий». Врачи — современники эпидемии — отмечали, что по прошествии пика заболеваемости стали наблюдаться заболевания пневмонией, нередко приводившие к смерти больного. «Бухгалтер заболел инфлюэнцей, но не обратил на это внимание... оставался все время на ногах; он умер в три дня, получив воспаление легких. Вчера хоронили двух простых рабочих, также простудившихся после инфлюэнцы и умерших на четвертый день». Среди осложнений после перенесенного заболевания выделяли затяжную слабость, негативные влияние на когнитивные способности, неврозы, отиты, заболевания вен, лимфатических сосудов и желез. Грипп поражал представителей любых сословий. С середины декабря 1889 г. общая заболеваемость населения в городе стала снижаться, но число случаев воспаления легких увеличивалось. Оценка избыточной смертности в Лифляндской губернии в ноябре 1889 г. показала увеличение на 8%, в декабре 1889 г. — на 67% по сравнению со средним показателем за семилетний период 1888–1895 гг.Самая высокая смертность наблюдалась у населения старше 35 лет. Грипп также оказал влияние на рождаемость: рождаемость в сентябре 1890 г. (зачатие в декабре 1889 г.) была самой низкой за период с 1888 по 1895 г. 